# Red Ryder (BBS)
Red Ryder és un programa de comunicacions i emulació de terminals llançat per a l'Apple Macintosh el 1984. Distribuït inicialment com a programa compartit, l'aplicació oferia característiques riques i paràmetres de configuració. Red Ryder es va suspendre el 1989 i va ser substituït per White Knight, tot i que molts usuaris es van passar a FirstClass.

## Història
Publicat per primera vegada el 1984 per a ordinadors Macintosh, les primeres versions de Red Ryder van ser escrites per Wat Buchanon com un programa BASIC de Microsoft amb documentació inclosa al disc ple d'humor dirigida a Apple i programadors. Després de la mort de Wat Buchanon, el seu amic Scott Watson va reescriure completament Red Ryder mantenint el manual amb un estil humorístic similar. Els llançaments de Watson eren aplicacions independents de Macintosh programat en C i el nou autor va ampliar les funcions tenint en compte les sol·licituds dels usuaris de Red Ryder. L'aplicació es va distribuir com a programa compartit fins a la versió 9.4, a partir de la versió 10.0 el 1987, Red Ryder es va convertir en un programa comercial. Red Ryder es va suspendre el 1989 (la 10.3 és l'última versió) i es va substituir per White Knight (a partir de la versió 11).

## Característiques
Red Ryder va ser la primera aplicació de telecomunicacions de Mac que va suportar pantalles grans i una selecció de tipus de lletra. El programa emula diversos terminals (ASCII TTY (teletip), VT52 i VT100) i admet molts protocols de transferència de fitxers (càrrega/descàrrega mitjançant XMODEM, YMODEM o Kermit ; descàrrega mitjançant el protocol CompuServe B) amb format de fitxer MacBinary. L'aplicació inclou un llenguatge de procediment i es pot controlar mitjançant macros definides per l'usuari. Els usuaris registrats podrien configurar el seu propi sistema de tauler d'anuncis mitjançant Red Ryder Host. La configuració altament flexible permetia utilitzar gairebé qualsevol mòdem i Red Ryder també oferia agendes telefòniques per als números de telèfon i serveis que s'utilitzen sovint.

## Recepció
Tant les revistes de Macintosh com les d'informàtica general van valorar molt positivament Red Ryder. Es va elogiar el seu preu barat, configuracions i funcions riques i un suport excel·lent (responent les preguntes dels usuaris per telèfon). Tanmateix, la documentació incloïa només uns quants exemples i amb tantes opcions de configuració Red Ryder era una mica difícil d'aprendre. La versió comercial 10 tampoc era compatible amb els procediments de la versió 9.x. Malgrat les potents característiques i la popularitat entre els usuaris domèstics, Red Ryder mai va tenir èxit al mercat empresarial, que preferia MacTerminal d'Apple o Smartcom II de Hayes. Segons paraules d'una revisió d' InfoWorld, Red Ryder "intenta ser massa coses alhora" i "no és pràctic per a un usuari empresarial típic".